# Рзай, Виктор Ефремович
Ви́ктор Ефре́мович Рзай (27 января 1906, Кавал, Цивильский уезд, Казанская губерния — 27 февраля 1970, Чебоксары, РСФСР, СССР) — чувашский поэт, прозаик, переводчик.
Виктор Рзай с 1934 года в Союзе писателей СССР.

## Биография
В 1914—1920 гг. Виктор Рзай учится в сельской двуклассной школе.
1927—1929 годах работал литературным сотрудником в редакции газеты «Канаш», участвовал в работе журналов «Сунтал», «Капкан».
1928—1933 годах обучался в Казанском педагогическом институте. Работал в правлении Союза писателей Чувашии.
В 1933 году Виктор Ефремович переезжает в Чебоксары, трудится здесь в правлении СП ЧАССР.
В 1934—1944 гг. В. Рзай обучает детей русскому языку в средних и высших школах Татарской АССР и Симбирской области.
В 1945—1966 гг. работает в Канаше медицинском училище и учительской школе обучал русскому языку и литературе.
Редактировал газету «Молодой коммунист», издававшуюся в Чебоксарах (Чувашская АССР).

## Творческая деятельность
В. Рзай — автор поэтических сборников и прозы.
Перевел на чувашский язык роман основоположника марийской литературы М. Шкетана «Эренгер», а также с чувашского на русский язык роман С. Элкера «Шурăмпуç килсен» (Когда рассветёт).

### Избранная библиография
- «Çамрăк вăхăт» (сборник стихов «Молодость»), 1927,
- Пăхäр челем (поэма), 1927,
- «Виçĕ калав» («Три рассказа»), 1930
- «Калавсем», «Рассказы», 1934
- «Медная трубка» (поэма),
- «Тапра каласять» (Повесть «Говорит земля»)